# Julián Miranda Bistuer
Julián Miranda y Bistuer (Tamarite de Litera, 30 de noviembre de 1853 - Segovia, 24 de junio de 1913) obispo español.

## Biografía
Natural de Tamarite de Litera, en la provincia de Huesca, fue nombrado magistral de Jaca en 1883 y después de Segovia (1884), hasta llegar a la gobernación eclesiástica de esta última diócesis en 1893, de cuya iglesia catedral fue deán. En 1903 fue propuesto para la diócesis de Astorga, y un año más tarde fue trasladado a la diócesis de Segovia.
Como obispo de Segovia reestructuró la Semana Santa, adquirió nuevas esculturas y organizó la procesión de los pasos, en 1906. En 1910 fue designado senador del reino por el arzobispado de Valladolid, cargo que ocupó hasta su fallecimiento, ocurrido en Segovia el 24 de junio de 1913.